# 國立屏東大學屏師校區
國立屏東大學屏師校區位於屏東縣屏東市林森路1號，是是1940年臺灣總督府屏東師範學校（原國立屏東教育大學前身）創校校址，佔地約9.14公頃。1989年臺灣省立屏東師範學院行政中心及大部分學系遷校至民生校區，改名林森校區。2014年8月1日，該校與國立屏東商業技術學院合併為國立屏東大學，成為「國立屏東大學林森校區」，2018年12月經校友提議並經校務會議通過改為「屏師校區」。

## 校區沿革
1940年 4月，設立臺灣總督府屏東師範學校，校址在現今其附設實驗國民小學。1943年，更名為臺灣總督府臺南師範學校預科。1946年，改為臺灣省立臺南師範學校屏東分校，10月正式獨立為臺灣省立屏東師範學校。1965年，升格為臺灣省立屏東師範專科學校。1987年，升格為臺灣省立屏東師範學院。
1989年，臺灣省立屏東師範學院校本部遷入國立屏東農業專科學校（今國立屏東科技大學舊址）啟用為「民生校區」，改稱「林森校區」。1991年，改隸中央，改名為國立屏東師範學院。2005年，改名國立屏東教育大學。
2014年8月1日，與國立屏東商業技術學院合併為國立屏東大學，為林森校區，設有理學、人文社會、國際暨創新等三個學院。

## 外部連結
- 國立屏東大學（页面存档备份，存于）